# Sylvanus Morley

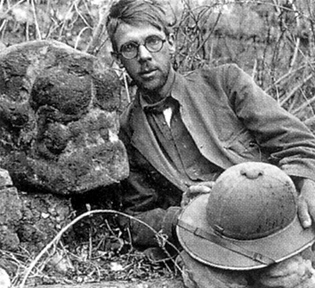
Foto van Sylvanus G. Morley bij de historische Mayastad Copán, in Honduras (genomen ca. 1912).

Sylvanus Griswold Morley (Chester, 7 juni 1883 – Santa Fe, 2 september 1948) was een Amerikaans archeoloog, epigraficus en Mayanist, die aan het begin van de twintigste eeuw een grote bijdrage heeft geleverd aan de studie naar de precolumbiaanse Mayabeschaving.

## Archeologische en epigrafisch werk
Morley werd met name bekend door zijn omvangrijke opgravingen bij de Mayavindplaats Chichén Itzá, die hij uitvoerde in opdracht van de Carnegie Institution for Science. Ook publiceerde hij verschillende uitgebreide compilaties en verhandelingen over het Mayaschrift, dat door het gebruik van fonetische en ideografische componenten doorgaans als hiërogliefenschrift wordt gezien. Morley schreef verschillende populairwetenschappelijke boeken met het doel de Mayacultuur bij een breder publiek onder de aandacht te brengen.
Hoewel recente ontwikkelingen in zijn vakgebied hebben geleid tot heroverweging en gedeeltelijke herziening van zijn theorieën en werken, beschouwden tijdgenoten Morley als een van de meest vooraanstaande wetenschappers op het gebied van archeologisch onderzoek in Meso-Amerika. Zijn publicaties, waaronder die over de Mayakalender, worden ook vandaag de dag nog geciteerd. In zijn rol als directeur van uiteenlopende projecten van de Carnegie Institution wist hij bovendien vele anderen te enthousiasmeren voor het onderzoek naar de Mayacultuur. Zijn bevlogenheid en inzet voor het vakgebied leverden bovendien een bijdrage aan de totstandkoming en financiering van projecten die uiteindelijk leidden tot belangrijke nieuwe kennis over de oude Mayabeschaving.

## Spionageactiviteiten
Ruim na zijn dood werd bekend dat Morley tijdens de Eerste Wereldoorlog in opdracht van het Amerikaanse Office of Naval Intelligence spionageactiviteiten uitvoerde in Mexico. Zijn archeologisch veldwerk in Centraal-Amerika en Mexico bleek een geschikte dekmantel te zijn voor onderzoek naar Duitse en anti-Amerikaanse activiteiten in de regio.
- Bibsys: 90752933
- Biblioteca Nacional de España: XX1596636
- Bibliothèque nationale de France: cb123998753 (data)
- Catàleg d'autoritats de noms i títols de Catalunya: 981058513887606706
- Gemeinsame Normdatei: 119159996
- International Standard Name Identifier: 0000 0001 1021 2494
- Library of Congress Control Number: n79056587
- Nationale Bibliotheek van Tsjechië: xx0050906
- Nationale bibliotheek van Australië: 35362981
- Nationale Bibliotheek van Israël: 987007279052005171
- Nationale Bibliotheek van Polen: a0000003140299
- Nederlandse Thesaurus van Auteursnamen: 070996695
- SNAC: w6pp0m62
- Système universitaire de documentation: 033097712
- Trove: 926088
- Virtual International Authority File: 12393128
- WorldCat: E39PBJymxgQhhkpyWx8XCGCCwC